# Torre-Cardela
Torre-Cardela é um município da Espanha na província de Granada, comunidade autónoma da Andaluzia, de área 15,32 km² com população de 1064 habitantes (2007) e densidade populacional de 74,02 hab/km².

## Demografia
| Variação demográfica do município entre 1991 e 2004 | Variação demográfica do município entre 1991 e 2004 | Variação demográfica do município entre 1991 e 2004 | Variação demográfica do município entre 1991 e 2004 |
| --------------------------------------------------- | --------------------------------------------------- | --------------------------------------------------- | --------------------------------------------------- |
| 1991                                                | 1996                                                | 2001                                                | 2004                                                |
| 1 220                                               | 1 240                                               | 1 164                                               | 1 134                                               |